# Легенда Багера Ванса
«Легенда про Беггера Ванса» (англ. The Legend of Bagger Vance) — американський спортивний фільм 2000 року режисера Роберта Редфорда з Віллом Смітом, Меттом Деймоном і Шарліз Терон у головних ролях. Сценарій Джеремі Левена заснований на новелі Стівена Прессфілда 1995 року «Легенда про Беггера Ванса: роман про гольф і гру життя».

## Синопсис
Зневірений гольфіст намагається відновити свою гру і життя за допомогою містичного кедді.

## У ролях
| Актор        | Роль              |
| ------------ | ----------------- |
| Вілл Сміт    | Багер Ванс        |
| Метт Деймон  | Раннульф Джуну    |
| Шарліз Терон | Адель Інвергордон |
| Джоель Гретч | Боббі Джонс       |
| Брюс Макгілл | Волтер Гаґен      |
| Лейн Сміт    | Грантланд Райс    |
| Джек Леммон  | оповідач          |

## Виробництво
Сюжет частково базується на індуїстському священному тексті Бхагавад Гіта, частині індуїстського епосу Махабхарата, де Воїн/Герой Арджуна (Раннульф Джуну) відмовляється боротися. Бог Крішна з'являється як Бхагаван (Беггер Венс), щоб допомогти йому йти шляхом воїна та героя, яким він має бути. Цей зв’язок пояснив Стівен Дж. Розен у своїй книзі «Гіта на зеленому» 2000 року.

### Зйомки
Більшість сцен із гольфом були зняті на плантації Коллтон-Рівер неподалік від острова Хілтон-Хед.  Деякі сегменти були зняті в Савані та на острові Джекілл, штат Джорджія.

## Критика
Time назвав його одним із найбільш «ганебних» фільмів останніх років через трактування афроамериканців і використання «Чарівного афроамериканського друга». Пізніше цей фільм буде використаний Спайком Лі як приклад фільму з Чарівним негром.

## Зовнішні посилання
- The Legend of Bagger Vance на сайті IMDb (англ.)
- Легенда Багера Ванса на сайті AllMovie (англ.)